# 大阪シティバス東成営業所
大阪シティバス東成営業所（おおさかシティバスひがしなりえいぎょうしょ）は、大阪府大阪市東成区大今里西にある、大阪シティバスの営業所である。最寄バス停は地下鉄今里。
今里交差点の南西側、千日前通に面している。配置車両の側面および後面窓ガラスに貼られる所属営業所を示すシールの表記は「ヒ」であったが、復活時もこの略称を使用している。
2024（令和6年）5月28日に、親会社の大阪市高速電気軌道が運営し、大阪シティバスなど数社に委託しているオンデマンドバスの専用営業所として営業所機能が復活した。

## 概要
主として東成区、生野区、城東区、平野区加美地区を通る路線、なんば・天満橋発着の路線を担当していた。操車は、東成車庫・守口車庫・なんば操車場・天満橋操車場・京橋操車場・総合医療センター操車場・杭全操車場・北巽バスターミナルにて実施している。北巽バスターミナルでの操車は一時担当から外れていたが、2013年4月より復帰した。2013年以前には上本町六丁目や東深江、布施三ノ瀬などの操車場もあった。
営業エリアも大阪市営バス最大で、北は東淀川区の上新庄駅前、南は松原市の三宅中と大阪市内の広範囲をカバーし、東は近鉄八尾駅前まで足を伸ばしていた。過去には、南端は地下鉄住之江公園、東端は茨田大宮まで運行していた時期もあった。
2014年4月1日の路線再編に合わせて営業所を閉鎖した。末期は東成区民センターと合築された建物になっていた。その後営業所事務所に大阪市営地下鉄（現・大阪市高速電気軌道）千日前線の今里乗務所や千日前線保線区などが設置され今里総合事務所となった。また検修庫は閉鎖されたものの、敷地自体はバスの待機場として継続使用されている。
2024年5月28日に組織改正が行われ、オンデマンドバス専用の営業所として復活した。
営業所の場所は元々大阪市電今里車庫であり、また地下には2011年まで森之宮検車場今里検車区が設置されていたほか、現在も地下鉄の留置線が残っている。

## 沿革
- 1929年（昭和4年）3月28日： 今里自動車運輸事務所、後の今里営業所が開設。
- 1936年（昭和11年）10月23日： 上本町自動車運輸事務所、後の上本町営業所が開設。
- 1943年（昭和18年）4月30日： 上本町営業所、1回目の廃止。
- 1947年（昭和22年）12月4日： 布施市（現・東大阪市）内に布施営業所開設。
- 1957年（昭和32年）9月1日： 生野営業所（生）開設。布施営業所廃止。
- 1972年（昭和47年）2月1日： 今里、上本町の両営業所を統合改組する形で、東成営業所（ヒ）開設。
- 1979年（昭和54年）5月31日： 森之宮営業所を廃止。
- 1981年（昭和56年）12月1日： 地下鉄千日前線の新深江 - 南巽間延伸開業と同時に、生野営業所を統合。
- 2010年（平成22年）8月14日： 移転。
- 2013年（平成25年）3月31日：上六操車場、布施操車場廃止。
- 2014年（平成26年）3月31日：営業所廃止[3]。
- 2024年（令和6年）5月28日：オンデマンドバス専用営業所として復活[1][2]。

## 現行路線

### 一般路線
- 大阪市高速電気軌道が運営し、大阪シティバスなど数社に運行を委託しているオンデマンドバスの大阪シティバス運営分の一部車両の専用営業所のため、一般路線は担当していない。

## 大阪市営バス東成営業所時代に担当していた路線
2014年3月31日営業所廃止時点での運行路線（停留所名・区間も営業所廃止時点のものとする。2014年4月1日以降の運行状況は現担当営業所の記事を参照。大阪シティバスへ引き継がれた路線・営業所は2018年4月1日以前の情報を含む）。

### 9A号系統
運行区間

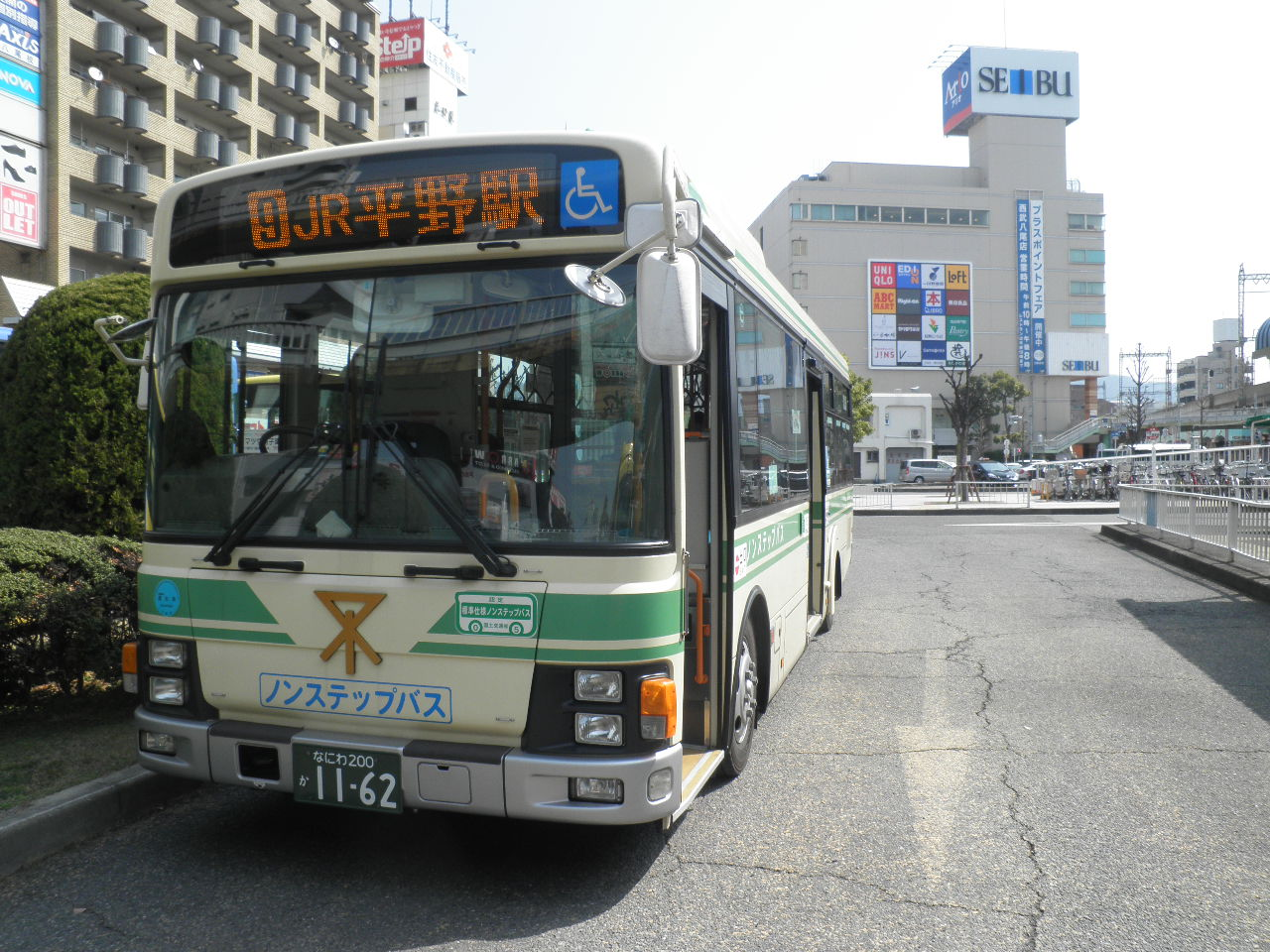
近鉄八尾駅前で発車を待つ9A号系統

- 9A：JR平野駅 - 平野宮町二丁目 - 加美 - 久宝寺 - 八尾市役所前 - 近鉄八尾駅前

概要
大阪市平野区のJR平野駅と八尾市の近鉄八尾駅を結ぶ。久宝寺緑地の南側を通る。国道25号と大阪府道5号大阪港八尾線が交差する平野東一丁目交叉点（平野東一丁目停留所 - 加美停留所）では渋滞が頻発するため、バスが遅れやすい。なお、八尾市に入る区間でも運賃は200円均一（大人、当時）のままである。平成以降1時間に1本程度はあったが、2013年4月現在では平日は5往復と少なく、土休日のほうが8往復と便数が多かった。
沿革
- 2002年1月27日以前は支線9号系統であった。
- 遡れば、9号系統として地下鉄動物園前 - 近鉄八尾駅前を運行していた時期もあり、2種類の急行系統も存在していた。
- 加美地区にゾーンバス制度が導入され支線9号系統となった頃は、加美 - 近鉄八尾駅前の運行であったが、後に平野駅前（現、JR平野駅）発着となった（加美営業所→長吉営業所に担当変更）。
- 支線9号系統の時代、入庫便で近鉄八尾駅前発久宝寺緑地前行きが存在した。

出庫便で久宝寺緑地前発近鉄八尾駅前行きも存在。
長吉移管後も、加美発近鉄八尾駅前行きも存在したが逆方向の運用は存在しなかった。
- かつては、長吉移管後大型車運用がメインの時期が長く続き、最終的に平日朝ラッシュ時の１運用だけが大型車運用が残ったが

乗客減少に伴い中型車運用で統一された。
- 2013年3月31日に長吉営業所が廃止されたことに伴い、同年4月1日東成営業所に移管された。
- 2014年3月31日で廃止となった[4]。近鉄八尾駅など八尾市中心部から市バスは撤退し[注 2]、使用していた同駅7番のりばは、同年5月末より近鉄バスが、2016年7月29日からは大阪バスも使用している。

### 10号系統
運行区間
- 10：地下鉄今里 - 大池橋 - 田島五丁目 - 地下鉄南巽 - 加美北五丁目 - JR平野駅 - 地下鉄平野 → 平野西四丁目 → 平野区役所前（循環）

概要
地下鉄今里と平野区加美地区とを結ぶフィーダー路線である。歴史の経緯から平野区内の路線は少々複雑であり、いわゆるコミュニティバスのような状態になっている。全便中型車での運行である。
沿革
- もともとは特10号系統として平野区役所前 - 地下鉄南巽間の運行であった。
- 1994年の改編時に幹線2号系統と支線5号系統（詳細は5号系統の項を参照）の統合・廃止に伴い、当系統は地下鉄平野 - 出戸バスターミナル間を延長、平野区役所前には行かなくなった。その後、地下鉄南巽 - 杭全間も延長された。
- 2002年1月27日の大阪市営バス改編時に10号系統となって出戸バスターミナル - 地下鉄平野間を短縮、（以前とは経路を一部変更した形で）再び平野区役所前発着に改められた。この時に古市営業所（現在は廃止）の担当になる。
- 2007年1月8日より、回送距離短縮、並びに長吉営業所の大阪運輸振興（現・大阪シティバス）への委託化に伴い、長吉営業所担当に変更。
- 2012年4月1日より、生野南小学校前 - 杭全間を廃止し、生野南小学校前 - 地下鉄今里間を延長するルートに変更。地下鉄今里発着に変更される。また、「起点：地下鉄今里、終点:平野区役所前」となり、東成営業所が新たに担当に加わり、主担当となった（長吉営業所担当便も継続。但し、長吉担当便は平野区役所前付近での循環運転を行わない）。
- 2013年4月1日より、長吉営業所廃止に伴い、東成単独の担当となり、全便平野区役所前付近を循環運転する系統となる。
- 2014年3月31日で30号系統と統合する形で廃止となった[4]。なお、地下鉄南巽 - 加美北五丁目 - JR平野駅 - 地下鉄平野 → 平野西四丁目 → 平野区役所前間は30号系統が経路変更のうえ、引き続き運行される。また10号の系統番号は翌4月1日より110号として運行していた守口車庫‐ 地下鉄都島 - 天満橋間の路線に付け替えられた。

ダイヤ及び停留所
概ね1時間に1本の運転であった。

### 13号系統
運行区間
- 13：あべの橋 - 寺田町 - 百済 - 舎利寺 - 大池橋 - 地下鉄今里

概要
- 生野区南西部～中部と天王寺を結ぶ路線。
- 舎利寺付近で狭い道を通るため全便中型車での運転となる。

沿革
2002年1月27日までは、幹線13号系統として地下鉄今里 - あべの橋で運行されていた。ルーツは意外にもかなり古く、戦前よりある路線である。大池橋付近での経路変更が何度か行われており、一時期は生野車庫前や高井田を発着点としていた時期もあった。
- 2014年4月1日から32号系統を集約する形で、大池橋から北巽バスターミナルへ向かう経路に変更（32号系統の大池橋 - 北巽間を当路線で置き換え）[4]。住吉の担当となる。

ダイヤおよび停留所
平日・土曜・休日とも、1時間に1-2本運行している。

### 18号系統
運行区間
- 18：北巽バスターミナル - 大池橋 - 御幸通 - 鶴橋駅前 - 上本町六丁目

概要
18号系統は天王寺区上本町六丁目（大阪上本町駅）と生野区巽地区北部とを結ぶ路線である。上本町六丁目 - 北巽バスターミナル間は千日前線も通っているが、18号系統は大池橋など生野区の中心部を経由する。
沿革
もともとは幹線18号系統であり、現在と同じ上本町六丁目-北巽バスターミナル間の運行であったが、当初は鶴橋駅前 - 大池橋間は鶴橋保育所前経由であった。この当時、特21号系統（上本町六丁目-布施三ノ瀬）、幹線21号系統（上本町六丁目-東成車庫前）、特21A号系統（東成車庫前-布施三ノ瀬）が存在した。のちに、幹線18号系統は地下鉄今里経由に経路変更し、2002年1月27日に現在の18号系統に改称した。以前18B号系統が支線18号系統であった頃は、長吉営業所の経由出庫であった加美神明東住宅始発便がそのまま幹線時代のこの系統の運用に入って上六操車場の系統の運用に入った。 逆に北巽バスターミナル発最終の加美神明東住宅前行きは幹線18号系統で上本町六丁目から北巽バスターミナルまで行き、そこから支線18号系統最終の運用に入った。なお、幹線18号系統と支線18号系統は、嘗ては1つの系統（18号系統）で繋がっており、上本町六丁目 - 加美神明東住宅前間の路線であった。
- 上本町六丁目と北巽バスターミナルを結ぶ系統は、過去には幹線63号系統（上本町六丁目 - 桃谷駅前 - 大池橋 - 北巽バスターミナル、現在の63号系統とは全く別物）も存在した。
- 2010年9月1日より長吉営業所が担当から外れる。
- 2013年4月1日のダイヤ改正により、23号系統の廃止に伴い、23号系統が経由していた御幸通経由に変更（東小橋 - 東成車庫前間は22号系統の経路変更でカバー）。また、起点が北巽バスターミナル、終点を上本町六丁目に入れ替わり、これに伴い住吉営業所が担当から外れる。また、大型車での運用がなくなり、全便中型車での運用となった。
- 2014年4月1日より上本町六丁目～上本町一丁目間を延長し（廃止された68号系統＝旧赤バス天王寺ループの一部区間をカバーする）、北巽バスターミナル～上本町一丁目間の系統となる[4]。また、住吉が担当に復帰した。

ダイヤおよび停留所
平日・土曜・休日とも、1時間あたり1-2本の運行である。現在は住吉営業所の担当の路線となっているが、過去には、長居営業所（→阿倍野支所）や生野営業所、東成営業所の担当も存在した。

### 19号系統
運行区間
- 19：地下鉄今里-地下鉄北巽 - 地下鉄南巽 - JR平野駅 - 平野東一丁目 - 加美神明東住宅前

概要
- 2002年1月27日の大阪市営バス改編時に、それまでの支線臨9号系統（平野駅前 - 久宝寺六丁目）の運転区間を延長したのが18A号系統、支線18号系統は系統番号のみの変更で18B号系統となっていたが2008年3月30日のダイヤ改正で加美神明東住宅前（現・加美東三丁目北） - 西久宝寺・久宝寺口・久宝寺六丁目は廃止された。その際、前の18B号系統が18A号系統になった。
- 前の18A号系統は平日・土曜の昼間のみの運行となっていた。西久宝寺・久宝寺口・久宝寺六丁目の各停留所は八尾市内にあった。一部東大阪市内も通るが停留所はなかった。これらの区間は片方向のみのループ経路であるが、案内上は久宝寺六丁目を終点としていた（時間調整は久宝寺口）[注 3]。久宝寺口はかつて市バスが廃止になったのちに復活した停留所でもある。西久宝寺停留所は、南北の両側を久宝寺緑地に挟まれた格好となっていた。
- 2002年1月27日の市バス再編時以前には、東成営業所が運用の大半を占めていた時期もあった。
- 現在では中型車専用路線となっているが、JR平野駅前付近が狭隘であるにもかかわらず、嘗ては大型車が運用されていたこともあった。嘗ての支線18号系統の時は、加美神明東住宅始発便の大型車が北巽バスターミナルまで行き、そこから幹線18号系統の運用に入って上六操車場の系統の運用に入った。逆に北巽バスターミナル発最終の加美神明東住宅前行きは幹線18号系統で上本町六丁目から北巽バスターミナルまで行き、そこから支線18号系統最終の運用に入った。

また、支臨９号系統開設時は長吉営業所の古参格の大型車による運用が占めていた。
- 2012年4月1日の改正により、長らく空き番となっていた19号系統に変更となった。
- 2013年4月1日に長吉営業所が廃止された事に伴い、東成担当が復活した。
- 2014年4月1日から北巽バスターミナル発着を取りやめて北巽から今里へ延伸。終点の加美神明東住宅前停留所は「加美東三丁目北」に改称[4]。住吉営業所の担当となった。

ダイヤおよび停留所
概ね1時間に1本の運行。休日は朝から夕方までの運行。

### 21号系統
運行区間
- 21：総合医療センター前 - 関目一丁目 - 地下鉄蒲生四丁目 - 鴫野 - 放出住宅前 - 地下鉄深江橋 - 諏訪神社前

概要
- 大阪市立総合医療センターと深江橋・諏訪神社を結ぶ路線であった。
- 深江橋付近ではループする形態をとっている。

沿革
- 2002年1月27日の大阪市営バス再編前は1994年3月31日に誕生した特21号系統であった。当時は総合医療センター前 - 関目一丁目が支線区間、関目一丁目 - 諏訪神社前が幹線区間で、担当営業所は守口と古市であった。
- 2002年1月27日の大阪市営バス再編で担当が古市のみになっていたが、後に守口・古市共同運行体制に戻る。
- 2010年3月28日に古市営業所の廃止に伴う再編で東成営業所単独の担当となる。
- 2012年4月1日より、東成・守口共同運行体制になる。
- 2014年4月1日より45・35号系統と経路が重複する区間を廃止、天満橋からそれまでの28号系統の経路で放出住宅に至るルートに、深江橋付近のループ区間も諏訪神社前へ向かう22号系統とは異なるルート（深江橋交差点を右折し、神路・東中浜公園を経由し諏訪二丁目に戻る）に変更[4]。実質的には28号系統の経路変更に近い格好となった。担当は守口営業所単独運行となった。

ダイヤおよび停留所
平日・土曜・休日とも、昼間のみの運行で、ほぼ1時間毎に運行。22系統とは違い、ループ部分も全便が諏訪神社前を越えて運行していた。

### 22号系統
運行区間
- 22：東成車庫前 - 鶴橋駅前 - 玉造 - 地下鉄深江橋 - 諏訪神社前

概要
- 当初は幹線22号系統という系統番号で上本町六丁目 - 諏訪神社前間の運行であった。1994年の改編の際に幹線83号系統（あべの橋 - 上本町六丁目 - 玉造 - 地下鉄今里：元々はトロリーバス、さらに大阪市電8号系統の代替であった地下鉄動物園前 - あべの橋 - 玉造 - 本田一）と統合される形であべの橋 - 上本町六丁目間が延長されあべの橋 - 諏訪神社間の運行になる。ただ、あべの橋発着は全体の半数程度の本数で、あとの半数は幹線22A号系統として、元来の上本町六丁目 - 諏訪神社前間の運転だった。そして2002年1月27日に22号系統と改称されたうえであべの橋 - 上本町六丁目間の運行をとりやめ、全便がもとの上本町六丁目 - 諏訪神社前の運行に戻った。
- 2002年1月27日の路線再編までは幹線22号系統が住吉営業所・長吉営業所、幹線22A号系統が東成営業所・住吉営業所の担当路線であった。22号系統になった時に古市営業所の担当になったが、2007年1月8日より東成営業所の担当に、2010年からは住吉営業所も担当に復帰している。
- 諏訪神社前付近ではループする形態をとっているが、平日の上本町六丁目発の最終便のみ諏訪神社前止となっていた。
- 乗客数はさほど多くないものの、大型車が使用される事が多い。但し、東成営業所担当便については、上六操車場での運用関係上、18・23号系統と同様に、中型車が用いられる事もあった。
- 2013年4月1日のダイヤ改正・運行経路変更により、上本町六丁目 - 鶴橋駅前の運行をとりやめ、代わりに千日前通りを鶴橋駅前から東へ進んで東成車庫前に変更し、旧18号系統の経路を引き継ぐ。また、それに伴い担当が東成営業所単独となる。
- 2014年4月1日のダイヤ改正・経路変更で東成車庫前 - 鶴橋駅前間の運行をとりやめのうえ、あべの橋へ延長、以前とは経路が異なるものの12年ぶりにあべの橋直通が復活[4]。これにより東小橋から地下鉄新深江間の千日前通り上からは路線バスが消滅している。また、住吉営業所の担当となった。

ダイヤおよび停留所
運行頻度は1時間に1本程度。平日朝は2本程度に増えるが、休日は夕方までの運行となる。

### 31号系統
運行区間
- 31：天満橋 - 京橋北口 - 今福西四丁目 - 関目二丁目（北行）／古市二丁目（南行） - 新森公園前 - 緑三丁目 - 花博記念公園北口

概要
- かつてゾーンバス制度を導入していたころには幹線31号系統として天満橋 - 新森公園前間を運行していた。
- のちに支線26号系統（地下鉄都島 - 新森七丁目東）が廃止になった際に特31号系統として天満橋 - 新森公園前 - 新森7丁目東に運行区間が延長になった（この時に今福西四丁目→新森七丁目東→今福西四丁目間が支線区間になった）。また、天満橋 - 新森公園前間は特31A号系統も存在した。その後、再度天満橋 - 新森公園前に運行区間が短縮された。ただ系統番号は幹線31号系統には戻らずに特31号系統のままであった。
- 2002年1月27日の大阪市営バス再編の際に31号系統になり、それまでの古市営業所と井高野営業所担当から守口営業所と東成営業所の担当になる。
- 2010年3月の再編より守口営業所単独の担当路線となる。
- 2011年4月1日のダイヤ改正で担当営業所が守口営業所から東成営業所に変更となる。また、中型ノンステップバスでの運行が開始される。
- 2012年4月1日のダイヤ改正で68号系統と統合になり、かつての特31号系統時代のように新森公園前から新森七丁目経由で花博記念公園北口発着へと運転区間が再延伸された。
- 2013年4月1日のダイヤ改正で新森七丁目経由を廃止し、緑一丁目から往路・復路共に緑三丁目経由で花博記念公園北口へ至る経路に変更となる。
- 2014年4月1日から担当が守口に変更。

### 35・35A・35B号系統
運行区間
- 35:守口車庫前 - 地下鉄太子橋今市 - 高殿 - 地下鉄関目成育 - 地下鉄蒲生四丁目 - 地下鉄緑橋 - 地下鉄今里 - 猪飼野橋 - 大池橋 - 今林東部市場前 - 杭全（くまた）
- 35A：守口車庫前 - 地下鉄太子橋今市 - 高殿 - 地下鉄関目成育 - 地下鉄蒲生四丁目 - 地下鉄緑橋 - 地下鉄今里
- 35B：地下鉄今里 - 猪飼野橋 - 大池橋 - 今林東部市場前 - 杭全

概要
2006年12月24日の今里筋線開業に伴い、2007年1月8日、地下鉄今里-杭全間に路線が短縮された。守口車庫前-地下鉄今里は35A号系統のみになった。2007年9月18日からダイヤ改正により、35号系統と35A号系統を統合し、守口車庫前-地下鉄今里-杭全間の35号系統に戻った。それまでの35号系統であった地下鉄今里-杭全間は35B号系統となる。ただ、2010年3月の改編以降は、東成担当の全区間通しの便が少なくなってきていた（35A若しくは35Bとしての運転が中心）。
2014年4月1日、東成営業所が廃止となり、35号系統は守口営業所単独担当、35B号は住吉営業所に移管された。

### 45号系統
運行区間
- 45：総合医療センター前 - 地下鉄都島 - 地下鉄野江内代 - 関目二丁目 - 新森二丁目 - 鶴見緑地公園前 - 地下鉄横堤

概要
- 当系統の前身は支線26号系統と支線45号系統・特45号系統である。この時の主担当は古市営業所。
- 1985年当時、支線26号系統は、地下鉄都島 - 関目二丁目 - 新森二丁目 - 新森七丁目東で運行、支線45号系統は新森公園 - 緑一丁目 - 鶴見区役所 - 放出東一丁目で運行されていた。後に支線45号系統は古市車庫前 - （→関目三丁目／←関目一丁目） - 高殿 - 新森二丁目 - 鶴見緑地公園前 - 今津中三丁目 - （→放出東一丁目／←放出本通） - 放出住宅前間を運行する特45号系統に変更になった（ちなみに古市車庫前 - 新森二丁目間が幹線区間で、新森二丁目 - 放出住宅前が支線区間であった）。そして1994年に支線26号系統と特45号系統を統合した支線45号系統が地下鉄都島 - 横堤バスターミナル間の運行を開始して、後に総合医療センター前 - 地下鉄都島間が延長され現在の経路になった。
- 2002年1月27日：支線45号系統が45号系統に改称。
- 2007年1月8日：緑四丁目 - 緑三丁目間に花博記念公園北口停留所を新設（総合医療センター前行きのみ）
- 2010年3月28日：ダイヤ改正に伴い古市営業所が廃止となり、また、守口営業所が担当から離れ東成営業所の単独担当となる。
- 2012年4月1日：守口の担当が復活し、東成・守口共同運行体制になる。
- 2013年4月1日：横堤バスターミナルの廃止に伴い、同停留所を大阪生駒線上（横堤駅4号出入口付近）に移設して地下鉄横堤に名称変更した上で、鶴見商業高校前 - 地下鉄横堤間で経路変更（鶴見緑地公園前には総合医療センター前行きのみが停車し、地下鉄横堤行きは鶴見に停車）。
- 2014年4月1日：再度経路を変更して鶴見商業高校前～鶴見区役所前間を往復とも鶴見緑地公園前経由に変更して、鶴見区役所前～諸口間のループ経路を新設[4]。あわせて営業所の廃止により東成が担当から外れる。現在は守口営業所の担当。

### 46号系統
運行区間
- 46：天満橋 - 城見一（OBP） - 放出住宅前 - 徳庵駅口 - 諸口 - 焼野（やけの）

概要
- 2002年1月27日の市バス再編前は特46号系統という系統番号で、天満橋 - 横堤バスターミナルが幹線区間、横堤バスターミナル - 焼野が支線区間であった。また横堤バスターミナル開設(1990年)以前は片町 - 横堤間を京橋北口・蒲生四丁目経由で運行されており、この頃は天満橋 - 東諸口間が幹線区間、東諸口 - 焼野間が支線区間であって、天満橋 - 安田間(特46号系統とは天満橋 - 東諸口間で同じ経路)を走行する幹線臨46号系統も運行されていた（但し、晩年の幹線臨46号系統は休日のみの運行であった）。
- 2002年1月27日の市バス再編で46号系統は東成営業所が担当から外れ古市営業所のみの担当になったが、2007年1月8日より東成営業所が全便を担当するようになった。
- 2013年4月1日のダイヤ改正で横堤バスターミナルが廃止され、地下鉄横堤を経由しない経路（鶴見区役所前の交差点を右左折）に変更。
- 2014年4月1日のダイヤ改正で放出住宅～鶴見区役所間の経路の一部を徳庵駅口経由に変更（28号系統廃止の代替）[4]、担当は守口に変更。

### 57号系統
運行区間

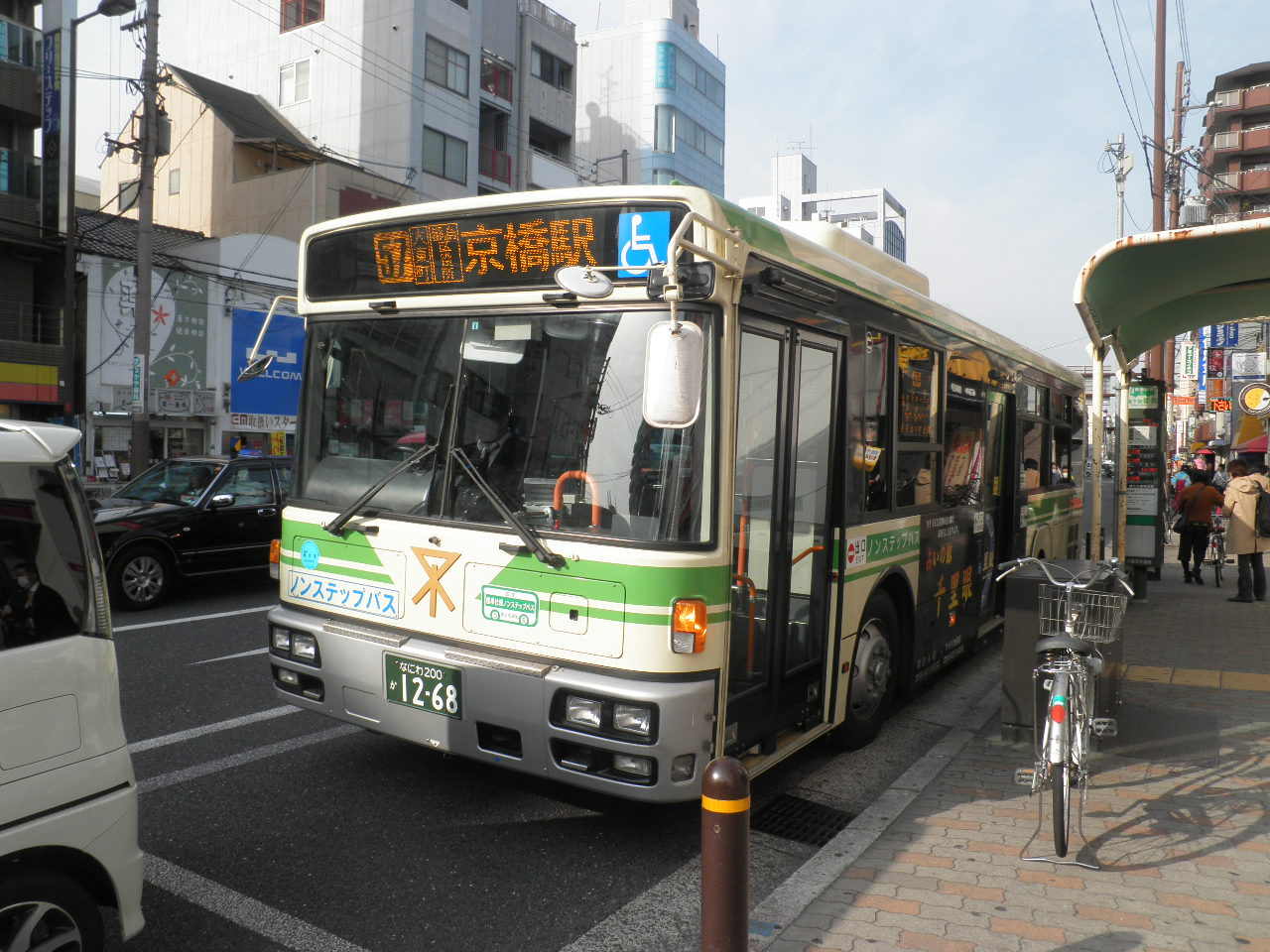
東成営業所担当時代の57号系統

- 57：京橋駅前 - 都島区役所前 - 地下鉄都島 - 高倉町三丁目 - 大東町 - 天神橋八丁目 - 地下鉄中津 - 大阪駅前

概要
57号系統は、京橋駅（長堀鶴見緑地線・大阪環状線・京阪本線と接続）と都島区北部を結び、大阪駅へ達する。東野田から赤川付近までは110号系統（現10号系統）、大東町付近から大阪駅までは34号系統の補完的路線でもあった。
沿革
- かつては幹線57号系統として地下鉄都島 - 大阪駅前間の運行であったが、その後京橋駅前 - 地下鉄都島が延長された。延長当初京橋駅前発着は昼間のみの運行で、幹線57号系統を運行しない時間帯には幹線57A号系統（総合医療センター前 - 大阪駅前）も運行されていたが、のちに幹線57号系統が終日運転をするようになり幹線57A号系統は廃止された。2002年1月27日のダイヤ改正時に57号系統に改称された。
- 2010年3月28日の市バス再編の際に、それまで主に担当していた古市営業所が廃止された事に伴い、東成営業所が専属で担当する路線となった。また、大阪駅前 - 大東町一丁目間の区間便（守口営業所→中津営業所が担当）もこの時廃止となった。
- このほか、以前は守口営業所担当の便も存在していた。
- 2014年4月1日から運行区間を大東町一丁目から桜宮高校・毛馬中央公園・大東町を経由して京橋駅前へ戻るループ系統とし[4]、守口の担当に変更。

ダイヤおよび停留所
平日・土曜・休日とも、ほぼ1時間あたり2本の運行となっている。
京橋駅前 - 東野田間にある京橋北口停留所（国道1号線上西向き）は大阪駅行のみ停車した。

### 62号系統
但し、東成担当で全区間通しの便はかなり少なく、運行されたのは、天満橋操車の送り込みを兼ねた、上本町六丁目～天満橋間で運行された62C系統がほとんどだった。沿革については後述する102号系統も参照。

### 73号系統
運行区間
- 73：なんば - 日本橋一丁目 - 上本町六丁目 - 鶴橋駅前 - 桃谷駅前 - 生野区役所 - 大池橋 - 杭全（くまた） - 中野中学校前 - 平野区役所前 - 地下鉄平野 - 平野スポーツセンター - 出戸バスターミナル

概要
- なんばと平野区の出戸バスターミナル（出戸駅）を結ぶ路線である。途中、千日前通や上六、生野区の中心部や東住吉区を経由する。なお、全区間を通しで乗ると約1時間ほどかかり（千日前通の交通渋滞で1時間半近くかかる事もある）、市バス路線の中ではかなり運行距離の長い部類に入る。
- かつては、73号系統（なんば - 杭全間）および23号系統（出戸バスターミナル - 上本町六丁目、幹線23号系統時代は地下鉄平野 - 上本町六丁目間）として運行されていた。その後73号系統は1994年に幹線73号系統に改称している。

- 73号系統は木津営業所が存在していた時代には木津がメイン担当で、この他に東成営業所が担当する便もあった。1995年に木津営業所が廃止されてからは東成と住之江の両担当となり、その後1997年末より、九条（のちの港、2013年3月末で営業所廃止）が加わった。また23号系統は東成営業所・長吉営業所・阿倍野支所が担当（時代により主担当は異なる）であった。
- 1994年3月に23号系統は、出戸バスターミナル - 地下鉄平野間が区間延長される。
- 2002年1月27日に73号系統の系統番号に戻る。この時に住之江営業所が担当から外れた。
- その後、2010年3月28日より、住吉営業所も担当に加わった。
- 2012年4月1日より、住吉営業所に代わって、鶴町営業所が担当に加わった。
- 2013年4月1日のダイヤ改正・運行経路変更で23号系統を集約し、なんば - 出戸バスターミナル間に運転区間が延伸される。また、港営業所が廃止のため担当から外れる。
- 2014年4月1日より、前日で閉所した東成にかわって住之江が担当に加わる。

ダイヤ及び停留所
平日・土曜・日祝日とも、日中は概ね30分間隔での運行である。旧23・73号系統末期には中型車の運用も存在したが、現在は大型車のみの運用となっている。

### 85号系統
運行区間
- 85：杭全 - 大池橋 - 地下鉄今里 - 玉造 - 心斎橋  - なんば

概要
85号系統は、東住吉区の杭全から今里筋・長堀通を経由して、なんばとを結ぶ路線である。ほとんどの区間で廃止されたトロリーバスの区間と並走している（杭全-地下鉄今里は3号線、地下鉄今里-心斎橋は9号線）。杭全-なんば間の路線としては他に73号系統があるが、こちらは鶴橋駅前などを経由し、終日出戸バスターミナルまで運行されている。
沿革
元々は幹線85号系統として木津営業所と東成営業所の担当路線であった（同じくなんば - 杭全間を走行していた73号系統と同じ）。木津営業所廃止後は東成営業所と住之江営業所の担当路線になり、2002年1月27日より85号系統になり古市営業所の担当路線になったが、2007年1月8日より東成営業所の担当路線に戻り現在に至っている。以前、木津営業所が存在していた頃には平日・土曜日の朝ラッシュ時に臨85号系統が、なんば→（四つ橋筋）→信濃橋→（なにわ筋）→なんば間の運行をしていたが、3号系統（のちに103号系統に改番を経て、現在の8号系統）が運行を開始する際に廃止された。ちなみにこの臨85号系統の往路（信濃橋ゆき）と5号系統の往路（なんば→天満橋、現在の105号系統｛循環系統｝の後半部分）では、バス・地下鉄の乗継適用外であった。幹線85号系統時代は一定の本数が確保されていたが、長堀鶴見緑地線の京橋 - 心斎橋延伸後は日中の一部の便をのぞいて大幅に減便され、残りは杭全 - 玉造の区間運行の当時の幹線85A系統（後に国立病院大阪医療センターまで運行区間を延伸。2012年に87号系統に番号変更）になった。
2013年4月1日のダイヤ改正で、87号系統が85号系統に集約され、85号系統の朝・夜時間帯の運行が再開される。
2014年4月1日から担当が住吉に変更となる。
停留所およびダイヤ
かつては昼間のみの運行で、ほぼ60分毎の運行であったが、2013年4月のダイヤ改正後は終日毎時1本の運行となっている。
心斎橋 - なんば間は、なんば行は御堂筋、杭全行は四つ橋筋を経由する。杭全行のJR難波駅前→四ツ橋間には、北堀江一丁目停留所が存在するが、当路線は通過する。なんばでは阪神高速1号環状線高架下のバスターミナルではなく、髙島屋大阪店北側にある停留所での発着となる（発車は5番のりば）。

### 86号系統
以前は当営業所の担当だったものの、2007年から井高野営業所がメインとなり、東成営業所が担当する便は朝晩のごく一部の便が残るのみとなっている。
2010年3月28日のダイヤ改正で86C号系統は廃止（86号系統に統合）された。

### 105号系統
運行区間
- なんば方面：天満橋（京阪前）→内平野町→内久宝寺町→瓦屋町二丁目→日本橋一丁目→戎橋→なんば
- 天満橋方面：なんば→戎橋→堺筋道頓堀→南久宝寺町→本町一丁目→内本町一丁目→谷町三丁目→天満橋（京阪前）

概要
中央区天満橋と同区の難波を結ぶ路線である。天満橋→難波は松屋町筋、難波→天満橋は堺筋や本町通などを通る。101号系統や103号系統と並んで、大阪市中央区を南北に走る路線である。都心部を走るものの利用客があまり多くないために中型車で運転されることが多い。路線図を見れば、天満橋でループ運行しているように見えるが、実際は天満橋を起終点としており、なんば停留所をまたがって運行する。このため、日本橋一丁目 - なんば間は往復する形態を取っている。ただし2002年1月27日の路線再編前までは起点がなんば、終点が天満橋であった。
沿革
- 2002年1月27日の路線再編前は5号系統と称しており、5号系統の時代にはなんば発天満橋行きに限り地下鉄との乗り継ぎ割引が適用されない時もあった（この頃他には臨85号系統のなんば→信濃橋も地下鉄との乗り継ぎ割引が適用されなかった）。1970年代まではあべの橋→堺筋→天満橋→松屋町筋→あべの橋の系統であった。
- 2002年1月27日：105号系統に系統番号変更。東成と港（1997年末より、当時は九条）、および住之江（1995年より、それ以前は木津）担当から古市に移管するとともに、起点がなんばから天満橋に変更される。
- 2007年1月8日：古市営業所から東成営業所の担当路線に戻る。
- 2012年4月1日：なんばでの乗降場が高島屋北側に変更される。これに伴いなんば停留所は5番のりばからの発車となる。
- 2014年3月31日：廃止となる[4]。松屋町筋やかつて内本町バスセンター（民間バスターミナル）があった内本町二丁目付近を走行する市バスがなくなった[注 4]。

停留所およびダイヤ
運行本数は1時間に1本程度である。また、古いバス停ポールが残っているものがあり、過去の10号系統大阪駅行きや90号系統森之宮駅前・緑橋経由の文字が見えるものがある。

## 過去の路線
2014年3月31日廃止時点よりも前に担当していた路線について。

### 11号系統
運行区間
- 11：北巽バスターミナル - 地下鉄小路 - 鶴橋二丁目 - 林寺一丁目 - 寺田町 - 大道二丁目（往路）/南河堀町（復路） - あべの橋

概要
- 最末期は平日・土曜の朝と平日の夕方のみの運行となり、日曜・祝日は運休となった。生野区内については昼間は赤バス生野北ループが代替の交通手段を担っていたが、2013年3月31日をもって赤バスは廃止となった。
- 以前は支線30号系統（北巽バスターミナル - 地下鉄小路 - 鶴橋二丁目 - 林寺一丁目 - 杭全 - 生野南小学校前 - 地下鉄南巽 - 北巽バスターミナルの支線30甲号系統と逆方向の支線30乙号系統の循環系統。東成営業所が担当）が運行されていたが、1994年の大阪市営バス改編時に支線30号系統が廃止になる際に特11号系統としてのちの11号系統の路線で、日中も運行していた。2002年1月27日の大阪市営バス改編時に11号系統になるとともに、赤バス生野北ループの運行を開始する代替として平日の朝夕、及び土曜・日曜の朝のみの運行となった。またこの時、担当が東成営業所から長吉営業所に変更された。なお、これは2013年4月1日に新設された11号系統とは異なる。
- 他の系統と重複する区間があるため、2012年4月1日の改編によって、11号系統は廃止となった。
- 現在の11号系統（東淀川区役所前～新大阪駅東口。井高野営業所担当）とは異なる。

### 28号系統
運行区間
- 28：天満橋 - 片町 - 極楽橋 - 放出西一 - 放出住宅前 - 汎愛高校前 - 徳庵橋

概要
- 戦前よりある路線である。古くは天満橋ではなくなんばを発着としていた。ゾーンバス制度廃止以前は支線区間と接続する停留所がなかったため、2002年1月27日の市バス再編前も28号系統であった。それ以前には特45号系統（古市車庫前 - 放出住宅前）の支線区間と接していた時代もあったため、幹線28号系統だったこともある。
- かつては今津比枝神社前止めや、放出住宅前発の便が存在した。
- 2002年1月27日の市バス再編時以前は、古市営業所担当の便も存在した。
- また、かつては大型車専用で運用されていた路線であったが、現在は中型車の運用が大部分を占めている。
- 2014年3月31日をもって廃止。天満橋～放出住宅間は21号系統の経路変更で、徳庵付近は46号系統の経路変更で引き継がれる。

### 33号系統
運行区間
- 33：総合医療センター前 - 地下鉄都島 - 旭区役所 - 高殿 - 新森七丁目

概要
- 1994年の市バス再編の際に特33A号系統として総合医療センター-新森七丁目東間で運行を開始した。
- 2012年4月1日のダイヤ改正で83号系統に統合される形で廃止となる（詳細は中津営業所#83号系統の項を参照）。
- 2014年以降、出戸バスターミナルと長吉川辺四丁目を結ぶ路線に33号系統の番号が引き継がれているがこちらとは無関係。

### 特36号系統
京橋駅前発着の1990年頃まで担当。

### 67号系統
運行区間
- 67：東深江 - 地下鉄深江橋 - 放出住宅前 - 地下鉄今福鶴見 - 緑一丁目 - 新森公園前

概要
- 元々は、幹線67号系統として同区間を運転していた。地下鉄長堀鶴見緑地線開通前までは終点は新森公園前ではなく京橋駅前（蒲生四丁目から国道1号線を経由）であった。また、地下鉄今里筋線開通後の2007年1月8日に緑一 - 新森公園間を旭東中学校経由から新森二丁目経由に変更している。
- 2002年1月の市バス再編前は、古市営業所担当の便も存在した。
- この他過去には入出庫運用として、以前は支線67号系統が地下鉄今里 - 地下鉄新深江 - 東深江間で運転され、殆どが幹線67号系統との連結運転に就いていた。2002年1月27日の市バス再編時に、67A号系統に改められて地下鉄緑橋・永田二丁目・諏訪神社前（地下鉄今里ゆきのみ）・地下鉄深江橋経由に変更されたが、2008年3月30日の市バス再編時に67A号系統は廃止された。
- 2010年3月28日の系統再編で廃止（86号系統に統合）になった。なおこの際、東深江操車場が廃止となっている。
- 現在の67号系統（住吉車庫前 - あべの橋、住吉営業所担当）とは異なる。

### 68号系統
運行区間
- 68:京橋駅前 - 地下鉄蒲生四丁目 - 地下鉄今福鶴見 - 緑一丁目 - 緑四丁目（京橋駅前方面のみ） - 新森七丁目

概要
- 地下鉄長堀鶴見緑地線が開通するまで運行していた幹線66号系統（新森公園前 - 京橋駅前）・幹線臨66号系統（古市車庫前 - 京橋駅前）が長堀鶴見緑地線開通による経路変更により、これらの系統に代わって幹線68号系統として京橋駅前から地下鉄今福鶴見・緑一丁目を経て緑四丁目に至る路線が新設された。なお、この当時は新森七丁目付近でのループ運行形態は取っていなかった。
- 1994年3月31日の路線再編で支線26号系統（地下鉄都島 - 新森七丁目東）が廃止された際に特68号系統として、京橋駅前→緑一丁目→新森七丁目東→緑四丁目→緑一丁目→京橋駅前という循環系統になる。
- 2002年1月27日、特68号系統から68号系統に改称。この時に担当営業所が守口になる。
- 2006年8月1日、旭東中学校前停留所（緑一丁目 - 新森七丁目間）を廃止。
- 2007年1月8日、花博記念公園北口停留所を新設。また、担当営業所を守口から古市に変更。
- 2008年8月1日、新森七丁目東停留所を廃止。京橋駅前を発車する際の行き先表示が新森七丁目行きに変更になる。
- 2010年3月28日、古市営業所廃止に伴い、東成営業所専属の担当路線となる。また、一部で中型車での運行が開始された。
- 2012年4月1日のダイヤ改正で、31号系統に集約させる形で廃止となった。なお、廃止となった区間については31、36、86号系統を使うことになる。

### 70A号系統
2010年に70・71号系統に統合される形で廃止された。かつては急行運転も担当していた事があった。

### 78号系統
2013年4月の改正により、守口操車のうちこの系統のみ担当から外れている。

### 80号系統
阿倍野支所廃止の頃から経由出庫で担当していた時期があった。

### 幹線84号系統
運行区間
- 幹線84：地下鉄今里 - 玉造 - 心斎橋 - 本田一丁目 - 弁天ふ頭 - 弁天町バスターミナル（最末期）

区間便として地下鉄今里 - 本田一丁目折り返しが存在 区間便は東成担当
概要
- 弁天町バスターミナル開業以前は、弁天ふ頭発着であった。地下鉄長堀鶴見緑地線全線開業以前以前は、東成営業所が運用の大部分を占めていた。東成担当便には定期便で中型運用が存在した。また、港区側早朝始発は九条営業所が受け持っており生野営業所亡き後、今里地域で三菱ふそう大型車を唯一見る機会があった。

### 86C号系統
当初は当営業所の担当だったものの、2009年から古市営業所がメインとなり、東成営業所が担当する便は朝晩のごく一部の便が残るのみとなった。
2010年3月28日のダイヤ改正で廃止（86号系統に統合）された。

### 87号系統
運行区間
- 87：杭全 → 大池橋 → 地下鉄今里 → 玉造 → 国立病院大阪医療センター → 玉造 → 地下鉄今里 → 大池橋 → 杭全

概要
元々は地下鉄長堀鶴見緑地線の京橋-心斎橋の延伸開業に伴いなんば発着便の85号系統が日中の一部の便をのぞいて大幅に減便となったため減便となった分の大部分を区間運行便の85A号系統として杭全-玉造の運行を開始した。後に（2000年ごろ）玉造→玉造二間で国立病院大阪医療センターを経由する区間を延伸する。
2012年4月1日のダイヤ改正で系統番号が85A号系統から87号系統へと変更になる。
2013年4月1日のダイヤ改正・運行経路変更で廃止となり、85号系統に集約された。
停留所およびダイヤ
系統番号は変更になったものの85号系統を補完する位置付けは変わらず朝夕の運行がメインで、末期は土曜日を除き日中は運行されていない。
2012年4月1日より国立病院停留所が国立病院大阪医療センター停留所へと名称変更される。

### 101号系統
運行区間
- 101：天満橋 - 国立病院 - 上本町六丁目 - 四天王寺西門前 - あべの橋

概要
- 後述する102号系統とともに上町筋沿いの路線として、102号系統とは一部重複しつつ天満橋から上六を経てあべの橋を結んでいた。
- なお、1991年から導入されたリフト付バスの最初の投入路線であり、その車両は東成営業所に配属されていた。

沿革
- 2002年1月26日までは1号系統であった（現在の1号系統＝あべの橋 - 出戸バスターミナルは当時幹線1号系統を名乗った）。
- 2010年3月28日の改正で62号系統への統合によって廃止となった。

### 102号系統
運行区間
- 102：上本町六丁目 - 国立病院 - 天満橋 - 淀屋橋 - 桜橋（往路）／大江橋（復路） - 大阪駅前

概要
- 102号系統は上本町六丁目から上町筋・土佐堀通を経由して、大阪駅とを結んでいた。オフィス街を通るため、ラッシュ時の本数が比較的多かった。

沿革
- 2002年1月26日までは2号系統であった（現在の2号系統（長吉車庫前 - 出戸バスターミナル）は当時支線2号系統であった）。なお、この系統と62号系統はかつてはつながっており、大阪駅前からおりおの橋間を運行する系統であったが、地下鉄開業など交通事情の変化で一度廃止され、101号系統（旧1号系統、あべの橋 - 上本町六丁目 - 天満橋）が後に設定されるなど、実質的に運転区間が分割されていった。2003年春までは、長吉営業所が担当する便も存在した。また、2号系統であった時代には、中津営業所担当便、住吉営業所阿倍野支所担当便も存在した。また東成営業所担当便には定期便で中型車による運用が主に日中存在し大阪駅前では異形を放っていた。
- 1970年代頃までは大阪駅前の構内（黄色）のりばはなく、大阪駅前交差点の西側（現在大阪第一生命ビル北側にある大阪駅前の降り場専用の停留所）から2号系統の上本町六丁目ゆき（当時）は発車していた。
- 2008年10月20日より、前日に開業した京阪電鉄中之島線への乗り換えの利便性向上のために、肥後橋 - 堂島間の渡辺橋停留所にも停車するようになる。
  - それ以前の渡辺橋停留所（大阪駅前方面行き）は中之島通沿いに設置されていて53号系統のみ停車していた。京阪中之島線建設中に四つ橋筋沿いに移設されたものの53号系統以外のバスは2008年10月19日（京阪電鉄中之島線開業日）まで渡辺橋停留所には停車していなかった。
- また2008年10月20日より102号系統はループ系統ではなく往復系統となる（往路が大阪駅前行き、復路が上本町6丁目行き）。これにより大阪駅前でループせずに分断されていた102A号系統が102号系統に集約される形で廃止（欠番）となる。
- 2010年3月28日のダイヤ改正で62号系統・101号系統・102号系統が住吉車庫前-大阪駅前間を運行する62号系統に統合（101号系統・102号系統は廃止）された。

ダイヤおよび停留所
- 前述の通り、平日の朝ラッシュ時は本数が多く、ほぼ10分毎に運行されたが、昼間は平日・土曜・休日ともほぼ20〜30分毎に運行していた。天満橋-上本町六丁目間では101号系統と合わせて、昼間は1時間に3〜4本運行されていた。一部住吉営業所担当の便も存在した。

## 車両
2013年現在は大型車と中型車が配置されている。当初は大型車は今里車庫からの車両はいすゞ自動車製、上本町車庫からの車両は日野自動車製だったのが日野自動車製に、中型車は日野自動車製が入ったものの生野車庫廃止によって三菱自動車（現・三菱ふそうトラック・バス）製で統一されていたが、現在は、大型車がいすゞ自動車製（いすゞ・エルガ）、及びUDトラックス（旧:日産ディーゼル）製で三菱ふそうへのOEM車種である三菱ふそう・エアロスターS（日産ディーゼル・スペースランナーRAのOEM車種。現在は製造中止）の2種、中型車はいすゞ製（いすゞ・エルガミオ）、日産ディーゼル製（日産ディーゼル・スペースランナーRM）が配置されている（日野製は2010年の転配で現在配置なし、いすゞからのOEM車種についても同様）。
他の営業所で低公害車の導入が進む中、2013年現在、尿素SCRシステムを搭載した車両は在籍しているものの、低公害車のCNGバスやハイブリッドバスは未だ導入されていない（守口営業所も同様。2013年現在では住吉営業所も配置ゼロ）。
1991年に国内初のリフト付き路線バスが導入された営業所でもある。その後ノンステップバスの導入ペースは遅かったものの、2005年ごろから毎年のように増備が続けられ、2010年3月に全車ノンステップバスへの置き換えが完了した。